# Baku Akae
Baku Akae (赤江 瀑), 22 avril 1933 – 8 juin 2012) est un romancier japonais, né à Shimonoseki dans la préfecture de Yamaguchi.
Son roman Oidipusu no yaiba (オイディプスの刃, « L'épée d'Œdipe ») a remporté la première édition du parix Kadokawa en 1974.
En 1984, ses romans Kaikyou (海峡 « Détroits ») et Yakumo ga Koroshita (八雲が殺した « Yakuno tue ») sont couronnés du prix Izumi Kyōka de littérature.

## Titres (sélection
- Oidepusu no yaiba (オイディプスの刃 « L'épée d'Œdipe »). 1974.
- Kaikyou (海峡 « Détroits »). 1984.
- Yakumo ga Koroshita (八雲が殺した « Yakuno tue »). 1984.
- Aruman no dorei (アルマンの奴隷 « Les esclaves de l'Allemagne »). 1990.
- Gijokoku no mori no nagame (戯場国の森の眺め View of the Woods in the Playland) . 1996.
- Koso no fune (香草の船 « Le Bateau en herbe »). 1990.